# Arun River
Arun River är ett vattendrag i Kina, på gränsen till Nepal. Det ligger i den autonoma regionen Tibet, i den sydvästra delen av landet, omkring 500 kilometer sydväst om regionhuvudstaden Lhasa.
Genomsnittlig årsnederbörd är 2 046 millimeter. Den regnigaste månaden är juli, med i genomsnitt 552 mm nederbörd, och den torraste är november, med 2 mm nederbörd.